# Carlos Álvarez Domínguez
Carlos Álvarez Domínguez (geboren am 6. Februar 2003 in Pontevedra) ist ein spanischer Handballspieler, der auf der Spielposition Rechtsaußen eingesetzt wird.

## Vereinskarriere
Carlos Álvarez Domínguez begann im Jahr 2007 mit dem Handballspielen bei Club Cisne de Balonmano, (BM Cisne) wo er in der Saison 2020/2021 in der Liga Asobal debütierte. Im Juni 2022 verlängerte er seinen Vertrag mit dem Verein aus Pontevedra. Zur Spielzeit 2023/2024 wechselte Álvarez zu Ademar León. Er wurde zum Most Valuable Player (MVP) der Saison gewählt und war der erfolgreichste Torwerfer. In der Saison 2024/2025 war Álvarez mit 178 Toren erneut der erfolgreichste Torschütze der Liga.
Zur Spielzeit 2025/2026 wechselt Carlos Álvarez nach Portugal zu Sporting Lissabon; der portugiesische Erstligist zahlte dafür eine Ablöse von 60.000 Euro an Ademar León.
Mit dem Verein aus León nahm er in der Spielzeit 2024/2025 an der EHF European League teil und erzielte dort 42 Tore.
| Spielzeit | Liga             | Verein             | Spiele | Tore | Anmerkung                                                                   |
| --------- | ---------------- | ------------------ | ------ | ---- | --------------------------------------------------------------------------- |
| 2020/2021 | 1. Liga Spanien  | BM Cisne           | 19     | 027  | Abstieg mit BM Cisne in die 2. Liga                                         |
| 2021/2022 | 2. Liga Spanien  | BM Cisne           | ?      | ?    | Aufstieg mit BM Cisne in die 1. Liga                                        |
| 2022/2023 | 1. Liga Spanien  | BM Cisne           | 30     | 137  | Abstieg mit BM Cisne in die 2. Liga                                         |
| 2023/2024 | 1. Liga Spanien  | Abanca Ademar León | 30     | 198  | Álvarez war bester Torwerfer der Saison und wurde zum MVP der Liga gewählt. |
| 2024/2025 | 1. Liga Spanien  | Abanca Ademar León | 30     | 178  | Álvarez war mit 178 Toren der erfolgreichste Torschütze der Liga.           |
| 2025/2026 | 1. Liga Portugal | Sporting Lissabon  |        |      |                                                                             |

## Auswahlmannschaften
Sein erstes Spiel für Spanien absolvierte er am 20. Dezember 2018 gegen die Auswahl Serbiens mit der Jugendnationalmannschaft Spaniens, mit der bei der U-19-Europameisterschaft 2021 die Bronzemedaille für den 3. Platz gewann.
Als Juniorennationalspieler Spaniens nahm er an der U-20-Europameisterschaft in Portugal (2022) teil, bei der das Team Europameister wurde.
Er stand bis Oktober 2022 in 52 Spielen im Aufgebot der spanischen Nachwuchsteams und erzielte dabei 214 Tore.
Am 6. November 2024 wurde Álvarez erstmals in die A-Nationalmannschaft berufen. Er gehörte zum spanischen Aufgebot zur Weltmeisterschaft 2025 (18. Platz).